# Aide Iskandar
Aide Iskandar (* 28. Mai 1975 in Singapur) ist ein ehemaliger singapurischer Fußballspieler, der zuletzt 2009 bei Sengkang Punggol unter Vertrag stand und mit 121 Länderspielen bis 2012 Rekordnationalspieler seines Landes war. Er gewann die ASEAN-Fußballmeisterschaft 2004 und 2007. Er war auch Mitglied des Teams, das die ASEAN-Fußballmeisterschaft 1998 gewann.

## Karriere

### Verein
Er spielte fast zehn Jahre bei Home United, bis er im November 2005 nach Malaysia zu Johor FA wechselte. Anschließend wechselte er auf Leihbasis für ein Jahr zu den Tampines Rovers. Zur Saison 2007/2008 wechselte er zu Geylang United.
Im September 2007 wurde er für fünf Spiele gesperrt und musste eine Geldstrafe von 2.500 $ bezahlen, weil er einen Schiedsrichter beleidigt hatte, da er zwei umstrittene Gegentore gegen Geylang United gab und das Team somit das Spiel in den letzten fünf Minuten verlor. Er soll gesagt haben: „Wie viel hast Du auf das Spiel gewettet?“.

### Nationalmannschaft
Wegen dieses Vorfalls wurde er für das Freundschaftsspiel gegen die Vereinigten Arabischen Emirate und für das WM-Qualifikationsspiel gegen Palästina aus dem Kader geworfen. Allerdings wurde er wiederberufen und die Sperre wurde vom Verband aufgehoben.
Am 9. November 2007, kurz vor dem WM-Qualifikationsspiel gegen Tadschikistan erklärte er seinen Rücktritt und gab die Kapitänsbinde an Indra Sahdan Bin Daud weiter.
Im April 2008 wurde bekannt, dass Iskandar als technischer Direktor die „AC Milan Junior Camps“ begleiten wird.
2009 wechselte er zu Sengkang Punggol, wo er als Spieler und Co-Trainer, wie im Jahr zuvor noch Mirko Grabovac, agierte und nach der Entlassung von Jörg Steinebrunner interimistisch die Trainingsleitung übernahm.

## Erfolge

### Verein
Home United
- Singapore Cup: 2003

### Nationalmannschaft
- ASEAN-Fußballmeisterschaft: 1998, 2004 und 2007